# Джон Пітті
Джон Пітті (англ. John Pitti; 1978 року народження) — панамський футбольний арбітр. Арбітр ФІФА з 2012 року. Рефері Кубка Америки 2016. За основною професією — вчитель.
У липні 2017 обслуговував матчі Золотого кубка КОНКАКАФ 2017.

## Матчі національних збірних
| Дата              | Збірні                        | Рахунок | Турнір                                         | ЖК | YK · YK · RK | RK |
| ----------------- | ----------------------------- | ------- | ---------------------------------------------- | -- | ------------ | -- |
| 10 січня 2013     | Панама – Гватемала            | 3 – 0   | Товариський матч                               | 2  | 0            | 0  |
| 15 листопада 2013 | Ямайка – Тринідад і Тобаго    | 0 – 1   | Товариський матч                               | 1  | 0            | 0  |
| 31 травня 2014    | Мексика – Еквадор             | 3 – 1   | Товариський матч                               | 4  | 0            | 0  |
| 3 вересня 2014    | Пуерто-Рико – Кюрасао         | 2 – 2   | Карибський кубок з футболу 2014 (кваліфікація) | 6  | 0            | 0  |
| 7 вересня 2014    | Французька Гвіана – Кюрасао   | 0 – 0   | Карибський кубок з футболу 2014 (кваліфікація) | 0  | 0            | 0  |
| 26 березня 2015   | Коста-Рика – Парагвай         | 0 – 0   | Товариський матч                               | 5  | 0            | 0  |
| 9 липня 2015      | Тринідад і Тобаго – Гватемала | 3 – 1   | Золотий кубок КОНКАКАФ 2015 (кваліфікація)     | 6  | 0            | 0  |
| 4 вересня 2015    | Канада – Беліз                | 3 – 0   | Кваліфікація ЧС 2018                           | 1  | 0            | 0  |
| 13 жовтня 2015    | Гондурас – ПАР                | 1 – 1   | Товариський матч                               | 1  | 0            | 0  |
| 17 листопада 2015 | Гондурас – Мексика            | 0 – 2   | Кваліфікація ЧС 2018                           | 4  | 0            | 0  |
| 4 червня 2016     | Гаїті – Перу                  | 0 – 1   | Кубок Америки з футболу 2016                   | 5  | 0            | 0  |
| 7 липня 2017      | Французька Гвіана – Канада    | 2 – 4   | Золотий кубок КОНКАКАФ                         | 5  | 0            | 0  |
| 23 липня 2017     | Мексика – Ямайка              | 0 – 1   | Золотий кубок КОНКАКАФ                         | 6  | 0            | 0  |